# Гарри Поттер и Принц-полукровка
«Га́рри По́ттер и Принц-полукро́вка» (англ. Harry Potter and the Half-Blood Prince) — шестая книга из серии романов Дж. К. Роулинг о волшебнике-подростке Гарри Поттере. В книге описывается шестой год обучения героев в Хогвартсе, неожиданные успехи Гарри после того, как ему в руки попадает книга с пометками от загадочного «Принца-полукровки», а также открывается всё более и более широкая картина на мотивацию главного злодея Волан-де-Морта, пока его приспешники постепенно растут в числе.
Книга вышла на английском языке 16 июля 2005 года, русское издание вышло 3 декабря 2005 года. Одноимённая экранизация вышла в 2009 году.

## Сюжет
Началась вторая война волшебников между силами Волан-де-Морта и силами Ордена Феникса. Британский премьер-министр встречает нового министра магии Руфуса Скримджера. Тот сообщает ему о терроре Волан-де-Морта. К Гарри Поттеру, который минувшим летом помешал Волан-де-Морту осуществить опасные планы, приходит Альбус Дамблдор и предупреждает Дурслей о происходящих в мире магов опасных событиях, а Гарри сообщает, что тот унаследовал от покойного Сириуса Блэка дом 12 на площади Гриммо, где скрывался Орден Феникса, вместе с домовиком Кикимером (который считать Гарри новым хозяином вовсе не желает). Вместе с Альбусом Дамблдором Гарри покидает дом Дурслей и отправляется на встречу с крайне тщеславным зельеваром Горацием Слизнортом, который направляется в Хогвартс. Северус Снегг тем временем даёт обет защитить своего ученика Драко Малфоя и помочь ему выполнить некое задание Волан-де-Морта, если парень не справится; клятву с Северуса берёт мать Драко, Нарцисса Блэк. О войне знают уже во всем магическом мире Великобритании. Братья Фред и Джордж Уизли начинают продавать наборы защитных артефактов. Гарри случайно следит за Драко Малфоем, который договаривается с продавцом неприятного магазина «Горбин и Бэрк» о чём-то важном. По пути в школу Гарри под покровом мантии-невидимки проникает в купе Малфоя, чтобы выяснить, что тот задумал. Однако Малфой, выходя последним из купе, внезапно обездвиживает заклинанием Гарри и ломает ему нос. Нимфадора Тонкс приходит на помощь обездвиженному Гарри.
В школе Гарри узнаёт, что Гораций Слизнорт будет преподавать зельеварение, в то время как именно ненавистный ему Северус Снегг займёт должность преподавателя защиты от тёмных искусств, не изменив своего презрительного отношения к Гарри. Не планировав продолжать обучение зельеварению на шестой год, Гарри вынужден взять учебник в школе; доставшаяся ему книга подписана как «Собственность Принца-полукровки» и имеет кучу пометок от прежнего владельца. Следуя этим пометкам, Гарри добивается больших успехов на зельеварении и выигрывает «Феликс Фелицис» — зелье, повышающее на время везучесть человека. Сам Слизнорт организует «Клуб Слизней» — клуб, куда входят лучшие его ученики, которые не без его помощи становятся в магическом обществе «важными шишками». В загадочном учебнике зельеварения Гарри также находит несколько заклятий без пометок, которые подумывает проверить, однако для него остаётся загадкой, кто оставлял эти пометки. Рон тем временем отчаянно борется за место в команде по квиддичу на позиции вратаря, пытаясь показать всем, на что он способен. В плане отношений у героев всё очень трудно: Рон встречается с Лавандой Браун, и его дико ревнует Гермиона, а Гарри пытается построить отношения с Джинни Уизли, хотя боится из-за этого разругаться с Роном.
Тем временем нападения Тёмного Лорда продолжаются, и Гарри отправляется на частные встречи с Дамблдором, который рассказывает ему историю семьи Волан-де-Морта (он же полукровка по имени Том Марволо Реддл), и пытается найти ключ к победе над ним — причины его необычайной жестокости, которые может знать как раз Гораций Слизнорт. Гарри же замечает, что на руке Дамблдора есть серьёзное увечье. Чтобы выполнить поручение Дамблдора, он пробует зелье удачи «Феликс Фелицис» — и узнаёт страшную правду. Оказывается, Слизнорт проболтался молодому Тому Реддлу, что существуют крестражи — вещи, в которые можно заключить кусок своей души, чтобы остаться в живых в случае смерти тела. Однако для их создания нужно совершить убийство, а это разрывает буквально душу и превращает человека в морального урода и чудовище. Слизнорт тщательно скрывал это воспоминание, боясь признать свою вину в появлении Тёмного Лорда, ради чего даже подделал воспоминания. Дамблдор признаёт, что этот вариант был наиболее предполагаемым: как оказалось, один крестраж уничтожил Гарри (дневник на 2-м курсе), а другой — кольцо Мраксов (уничтожен Дамблдором); среди возможных крестражей могут быть медальон Салазара Слизерина, чаша Пенелопы Пуффендуй и какая-то реликвия Кандиды Когтевран, а также, возможно, ручная змея Лорда — Нагайна.
По ходу учебного года происходят несколько чрезвычайных происшествий: играющая в квиддич Кэти Белл чуть не погибает от некоего серебряного ожерелья, которое должна была передать Дамблдору (его по совпадению можно было найти в магазине «Горбин и Бэркс»), а Рон отравляется медовухой, тоже предназначенной для Дамблдора. Гарри предполагает, что к этому причастен Малфой, но у него нет доказательств. Следя за Драко, Гарри замечает его в какой-то момент истерящим в туалете из-за того, что у него не получается выполнить какое-то поручение. Между двумя учениками завязывается дуэль, в ходе которой Гарри насылает одно из заклятий из учебника Принца-полукровки — Секстумсемпра — и серьёзно ранит Драко: от смерти своего ученика спасает профессор Северус Снегг. Изъяв учебник Гарри, Снегг устраивает ему разнос и отстраняет от решающего матча по квиддичу, однако именно в том матче Гриффиндор побеждает: на воротах прекрасно играет Рон, а Джинни Уизли ловит снитч, и после матча Гарри и Джинни признаются друг другу в чувствах, поцеловавшись посреди гостиной на глазах у однокашников. Гермиона также успевает отбить Рона у Лаванды Браун и разозлить её.
Продолжая расследование «дела о крестражах», Гарри выясняет, что пророчество профессора Сивиллы Трелони о Гарри и Волан-де-Морте подслушал Снегг, но от «вендетты» ученика отговаривает Дамблдор, объяснив, что Снегг раскаялся за свою ошибку и теперь работает на Дамблдора, шпионя за Волан-де-Мортом (обратное утверждал Снегг в начале книги Беллатриссе Лестрейндж, утверждая, что сам втёрся Дамблдору в доверие, чтобы при случае доложить что-то важное Волан-де-Морту). Гарри и Дамблдор отправляются в пещеру, где некогда Реддл обнаружил свои магические силы: там был спрятан медальон Салазара Слизерина, помещённый посреди озера с инферналами (своеобразными зомби магического мира). Чтобы достать крестраж, нужно выпить из чаши всё зелье, причиняющее ужасные муки. Пить решает Дамблдор, заставив Поттера продолжать его силой поить. Опустошив чашу, Гарри достаёт медальон, но Дамблдор от действия зелья испытал ужасные муки и теперь ужасно хочет пить. Поттеру ничего не осталось, как взять воды из озера, в результате на него нападают инферналы, но пришедший в себя Дамблдор заставляет их отступить, наколдовав огонь. Возвращаясь в школу, они обнаруживают, что туда уже прибыли Пожиратели вместе с Драко Малфоем. Дамблдор парализует Гарри заклинанием, чтобы тот не натворил бед, и идёт на встречу с Пожирателями. Малфой обезоруживает директора и пытается его убить — это и требовал Волан-де-Морт, однако Драко падает духом и боится совершить свой решающий шаг, хотя и понимает, что в противном случае Драко и его родителям самим грозит смерть. За него это делает Снегг, убивая Дамблдора, который перед этим обращается к нему с просьбой: «Северус, пожалуйста».
Гарри, взбешённый случившимся, бросается на Снегга, швыряясь в него заклятиями из книги, но тот всё отражает, признавшись, что и был тем самым Принцем-Полукровкой (его отец — магл Тобиас Снегг, ненавидевший собственного сына, а мать — колдунья Эйлин Принц), а также изобретателем некоторых заклинаний. Пожиратели начинают буйствовать в Хогвартсе, однако персонал отражает их атаку, и нападающие сбегают из школы. На следующий день школа скорбит по погибшему директору, а Гарри узнаёт, что крестраж — фальшивка. Его украл некто Р. А. Б., решивший пойти наперекор Волан-де-Морту и нанести ему удар. Альбуса хоронят на территории школы, ученики разъезжаются по домам. Но Гарри решает вместе с Роном и Гермионой не возвращаться в школу на следующий год, а довершить дело Дамблдора и найти все крестражи, чтобы раз и навсегда покончить с Волан-де-Мортом.
1. 1 2  Internet Speculative Fiction Database (англ.) — 1995.